# Laktozilkeramid 1,3-N-acetil-b-D-glukozaminiltransferaza
Laktozilkeramid 1,3--acetil-b--glukozaminiltransferaza (EC 2.4.1.206, LA2 sintaza, beta1->3-N-acetilglukozaminiltransferaza, uridin difosfoacetilglukozamin-laktozilkeramid beta-acetilglukozaminiltransferaza, laktozilkeramid beta-acetilglukozaminiltransferaza, UDP--acetil--glukozamin:D-galaktozil-1,4-beta-D-glukozilkeramid beta-1,3-acetilglukozaminiltransferaza, UDP--acetil--glukozamin:beta--galaktozil-(1->4)-beta--glukozil(1<->1)keramid 3-beta--acetilglukozaminiltransferaza) je enzim sa sistematskim imenom UDP-N-acetil--glukozamin:beta--galaktozil-(1->4)-beta--glukozil-(1<->1)-keramid 3-beta--acetilglukozaminiltransferaza. Ovaj enzim katalizuje sledeću hemijsku reakciju
UDP--acetil--glukozamin + beta-D-galaktozil-(1->4)-beta--glukozil-(1<->1)-keramid {\displaystyle \rightleftharpoons } UDP + N-acetil-beta-D-glukozaminil-(1->3)-beta-D-galaktozil-(1->4)-beta--glukozil-(1<->1)-keramid

## Literatura
- Nicholas C. Price; Lewis Stevens (1999). Fundamentals of Enzymology: The Cell and Molecular Biology of Catalytic Proteins (Third изд.). USA: Oxford University Press. ISBN 019850229X.
- Eric J. Toone (2006). Advances in Enzymology and Related Areas of Molecular Biology, Protein Evolution (Volume 75 изд.). Wiley-Interscience. ISBN 0471205036.
- Branden C; Tooze J. Introduction to Protein Structure. New York, NY: Garland Publishing. ISBN 0-8153-2305-0.
- Irwin H. Segel. Enzyme Kinetics: Behavior and Analysis of Rapid Equilibrium and Steady-State Enzyme Systems (Book 44 изд.). Wiley Classics Library. ISBN 0471303097.

## Spoljašnje veze
- Lactosylceramide+1,3-N-acetyl-beta-D-glucosaminyltransferase на 